# Siegfried Balleis

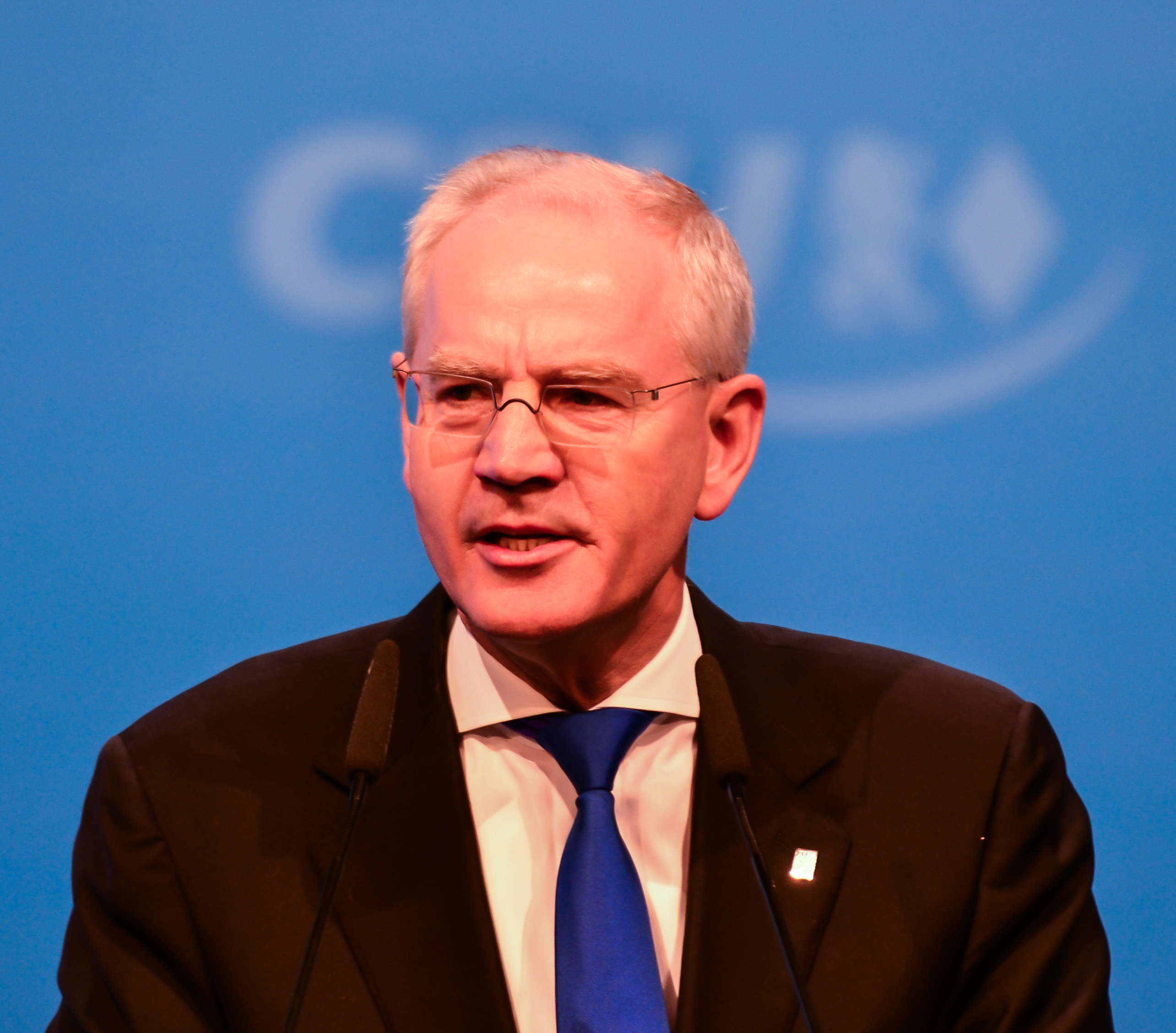
Siegfried Balleis, 2013

Siegfried Balleis (* 4. August 1953 in Nürnberg) ist ein deutscher Politiker der CSU und war vom 1. Mai 1996 bis zum 30. April 2014 Oberbürgermeister der Stadt Erlangen. Er war von Ende 2017 bis Mitte 2020 als Sonderkoordinator für das Sofortprogramm „saubere Luft“ tätig.

## Persönliches und Berufliches
Balleis besuchte die Grundschule in Zirndorf und anschließend das Hardenberg-Gymnasium Fürth. Nach dem Abitur 1973 studierte er zunächst Politikwissenschaft, Soziologie und Philosophie in Erlangen und später Betriebswirtschaftslehre an der Wirtschafts- und Sozialwissenschaftlichen Fakultät der Friedrich-Alexander-Universität Erlangen-Nürnberg (FAU) in Nürnberg, wo er 1980 als Diplom-Kaufmann abschloss. Anschließend war Balleis wissenschaftlicher Mitarbeiter an der FAU und Mitarbeiter des Bundestagsabgeordneten Peter Wilhelm Höffkes (CSU). 1983 wurde Balleis im Bereich Politik- und Kommunikationswissenschaften promoviert.
Ab 1984 war Balleis Mitarbeiter der Siemens AG. 1988 wechselte er als Referent für Wirtschaft und Liegenschaften in die Verwaltung der Stadt Erlangen.
1982 heiratete Balleis die spätere Fürther Landrätin Gabriele Pauli, mit der er eine Tochter hat (* 1987). 1993 wurde die Ehe geschieden. Seit 2001 ist Balleis in zweiter Ehe mit der Unternehmerin und früheren Erlanger CSU-Stadträtin Angelika Balleis verheiratet.
Am 11. Juli 2014 wurde Siegfried Balleis mit der Ehrenbürgerwürde der Stadt Erlangen ausgezeichnet. Er trägt den Titel „Alt-Oberbürgermeister“.

## Politik
Balleis war Mitglied der Jungen Union, wo er verschiedene Funktionen wahrnahm. Von 1978 bis zu seinem Wechsel in die Erlanger Stadtverwaltung als Wirtschaftsreferent 1988 war Balleis als CSU-Politiker ehrenamtlicher Stadtrat von Zirndorf und Kreisrat im Landkreis Fürth.
1996 kandidierte Balleis als CSU-Bewerber für das Amt des Erlanger Oberbürgermeisters. Er setzte sich in der Wahl am 10. März im ersten Wahlgang mit 52,2 Prozent der Stimmen gegen drei Wettbewerber durch. Er folgte damit dem SPD-Politiker Dietmar Hahlweg nach, der nach 24 Amtsjahren nicht mehr kandidiert hatte. Bei den Kommunalwahlen 2002 (58,3 Prozent) und 2008 (55,8 Prozent) wurde er jeweils im ersten Wahlgang im Amt bestätigt. Bei der Kommunalwahl 2014 verfehlte er im ersten Wahlgang gegen fünf weitere Bewerber mit 39,2 Prozent die absolute Mehrheit und musste sich einer Stichwahl gegen den SPD-Kandidaten Florian Janik stellen. Bei der Stichwahl am 30. März 2014 unterlag Balleis mit 36,3 Prozent seinem Herausforderer. Am 30. April 2014 endete sein Wahlamt.
Während Balleis’ erster Amtszeit als Oberbürgermeister siedelte sich ein neues Magnetresonanztherapie-Werk von Siemens Medizintechnik im Röthelheimpark (Med-Fabrik) an und es wurde ein „Innovations- und Gründerzentrums Medizin und Pharma“ mit Unterstützung durch den Freistaat Bayern errichtet.
Seine zweite Amtszeit stellte Balleis ab 2002 unter das Motto, Erlangen zur kinder- und familienfreundlichsten Großstadt in Bayern zu entwickeln. Erlangen verfügt heute gemeinsam mit Heidelberg über die beste Ausstattung aller westdeutschen Städte mit Kindergarten- und Kinderkrippenplätzen. Sein Schwerpunkt für die dritte Amtsperiode hieß „Bildung und Integration“. In diesem Zeitraum wurden knapp 50 Millionen Euro in die Sanierung der Schulen investiert.
Umstritten in Erlangen war Balleis’ Politik der Privatisierung von städtischem Eigentum. Der Verkauf der Erlanger Stadtwerke scheiterte 1998 in einem Bürgerentscheid (Ablehnung von 74,7 Prozent). Gleiches galt für die geplante europaweite Ausschreibung für die Erweiterung und den Betrieb des Röthelheim-Bades, die mit 87,3 Prozent abgelehnt wurde. Verkauft wurde unter Balleis das sanierungsbedürftige Schloss Atzelsberg; der Betrieb des vor allem von Vereinen genutzten Redoutensaals wurde in private Hände übertragen.
Balleis’ zweite Amtszeit (2002 bis 2008) war auch von der Diskussion um die Errichtung des neuen Einkaufszentrums Erlangen Arcaden auf dem Gelände der früheren Hauptpost geprägt, das schließlich 2007 fertiggestellt wurde.
Unter Balleis wurde das Siedlungsgebiet „Erlangen-West“ in Büchenbach weiter vorangetrieben, das bereits unter Dietmar Hahlweg begonnen worden war. Außerdem fällt in Balleis' Amtszeit die Besiedlung des ehemaligen US-Militärgeländes (Exerzierplatzes) als „Röthelheimpark“. 1999 bis 2002 erfolgten großflächige Sanierungen städtischer Wohnungen im Stadtteil Anger, 2003/04 folgten Sanierungen im Stadtosten.

## Gremientätigkeit
Balleis nimmt bzw. nahm (teilweise in seiner Funktion als Oberbürgermeister) zahlreiche Ämter in Vereinen, Verbänden und Aufsichtsgremien wahr. Auf überörtlicher Ebene z. B. war er Mitglied im Präsidium bzw. Vorstand des deutschen und des bayerischen Städtetags. Von 2002 bis 2014 fungierte er als Verwaltungsratsvorsitzender der KGSt Kommunale Gemeinschaftsstelle für Verwaltungsmanagement, einer Denkfabrik der Kommunen in Deutschland und Österreich. Von 1997 bis 2015 gehörte er dem Parteivorstand der CSU an, von 2007 bis 2011 auch dem Parteipräsidium. Am 28. Oktober 2011 wurde er zum Ratsvorsitzenden der Europäischen Metropolregion Nürnberg gewählt und führte diese bis 2014.

## Auszeichnungen
- 2006: Helmut-Volz-Medaille der Friedrich-Alexander-Universität Erlangen-Nürnberg
- 2011: Bayerischer Verdienstorden
- 2013: Ehrensenator der Friedrich-Alexander-Universität Erlangen-Nürnberg
- 2014: Ehrenbürger der Stadt Erlangen

## Publikation
- Siegfried Balleis: Die Bedeutung politischer Risiken für ausländische Direktinvestitionen unter besonderer Berücksichtigung politischer Stabilität. Gabriele Pauli-Balleis Verlag, Nürnberg 1984, ISBN 3-89078-000-8. (Zugleich: Dissertation 1983, Friedrich-Alexander-Universität Erlangen-Nürnberg)
- https://smartcitynews.global/have-a-tea-with-dr-e-folge-7-sofortprogramm-saubere-luft/